# Visusti
Koordinaten: 58° 38′ N, 26° 31′ O
Visusti (deutsch Wissust) ist ein Dorf (estnisch küla) in der estnischen Landgemeinde Jõgeva (bis 2017 zuPalamuse) im Kreis Jõgeva. Es hat 123 Einwohner (Stand 1. Januar 2001).
Das Dorf Visusti wurde erstmals 1449 als Visszel verzeichnet. Das deutschbaltische Gut von Visusti (Visusti mõis) wurde erstmals 1473 unter dem Namen Fissel als Teil des Kirchspiels von Äksi (Ecks) urkundlich erwähnt. 1745 stand es im Eigentum des Adligen Carl Gustav von Stahl. Von den 1820er Jahren bis zur estnischen Landreform 1919 war Visusti im Besitz der Familie Oettingen.
Das Herrenhaus wurde um die Wende zum 20. Jahrhundert errichtet. Architektonisch prägend war der sogenannte Heimatstil mit Elementen des Art nouveau. Nach der estnischen Landreform diente es als deutsche Grundschule. 1933 brannte das Herrenhaus nieder. Es wurde in vereinfachter Form ohne Verzierungen und ohne die ursprünglichen Türmchen wieder aufgebaut. Heute befindet sich das Herrenhaus in Privatbesitz und verfällt zusehends.
Der Rigaer Gartenarchitekt Georg Kuphaldt (1853–1938) gestaltete ab 1895 den Waldpark des Guts mit zahlreichen Alleen.
Vor dem Ersten Weltkrieg siedelten sich deutsche Landarbeiter aus Wolhynien in Visusti an.
In der Nähe des Dorfes befindet sich das Moor von Visusti (Visusti soo).

## Söhne und Töchter (Auswahl)
- Georg von Oettingen (1824–1916), Mediziner und Augenarzt
- Alexander von Oettingen (1827–1905), lutherischer Theologe